# Luis Monje Ciruelo
Luis Monje Ciruelo (Madrid, 18 de abril de 1924-Guadalajara, 4 de junio de 2022) fue un alcarreñista, periodista y escritor español, cuya obra se centra en la ciudad y provincia de Guadalajara.
Fue columnista de ABC y Nueva Alcarria y cronista de La Vanguardia de Barcelona y Diario de Barcelona, de la Cadena Ser, y corresponsal de las agencia nacionales EFE Europa Press y ALFIL y de la internacional Associated Press. Publicó más de 20 000 artículos, crónicas y reportajes, casi en su totalidad sobre temas alcarreños, además de nueve libros sobre temas de la provincia de Guadalajara.[cita requerida]

## Biografía

### Nacimiento e infancia
Luis Monje Ciruelo, nació circunstancialmente en Madrid el 18 de abril de 1924 en la calle General Lacy N.º 28. Hijo de un Guardia Civil de caballería (Doroteo), de una maestra (Genara) y hermano de Julio (19 de enero de 1927-12 de noviembre de 2021). Fueron trasladados en diciembre de 1931 a las localidades guadalajareñas de Checa y tres años después a la de Marchamalo. Pocos días antes del comienzo de la guerra civil española, llegó con su familia a pasar el verano a Palazuelos, una aldea cercana a Sigüenza, en la que permaneció hasta el final de la Guerra Civil. La estancia en Palazuelos le marcó profundamente, tanto literaria como personalmente, hasta el punto de usarla años después como seudónimo (Luis de Palazuelos) y convertirla semi-oficialmente en su lugar de nacimiento.
Al terminar la Guerra Civil su padre fue internado en un campo de concentración y su madre represaliada e inhabilitada como maestra. Con 15 años Luis Monje Ciruelo tuvo que sacar adelante la familia dando clases particulares a militares. Fue un brillante alumno durante el bachillerato cursado en el Instituto Brianda de Mendoza de Guadalajara.

### Comienzos

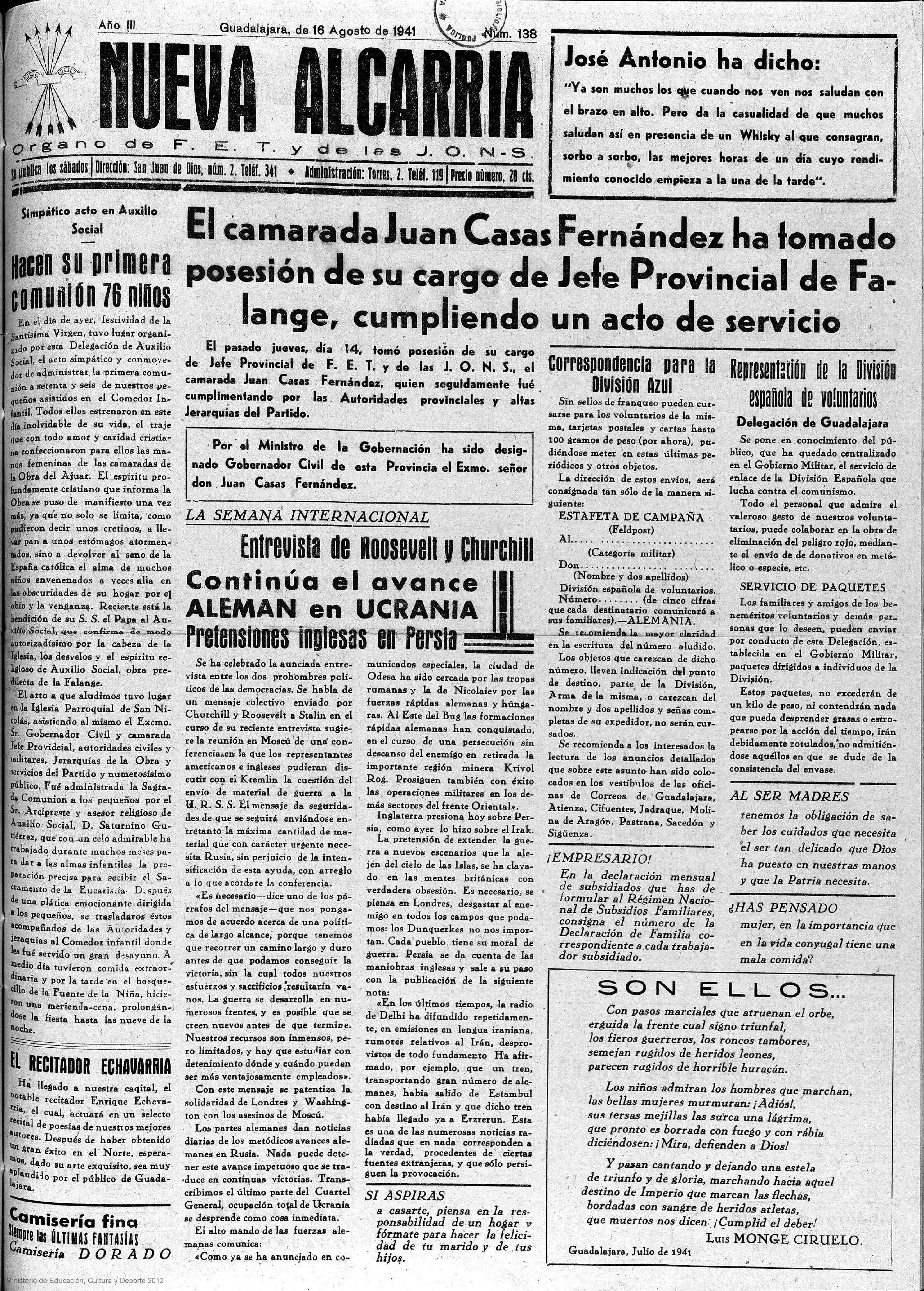
Primera publicación 16-08-1941 Periódico Nueva Alcarria

Superada la reválida, cursó estudios de Magisterio en Guadalajara y en 1945 superó la oposición a maestro del Estado con el N.º 2. Cursó un año de prácticas en la escuela de Lupiana y posteriormente ocupó cinco años plaza en la escuela de Fuentes de la Alcarria (Guadalajara), durante los que hizo la milicia universitaria en Jaca. Durante su estancia en Fuentes de la Alcarria, obtuvo la licenciatura en Derecho por la Universidad de Madrid, cursando estudios libres (1947-1952). En 1957 superó de nuevo con el N.º 2 las oposiciones a maestro en la escuela de magisterio de la Aneja en la capital alcarreña, en donde permaneció entre 1954 y 1962. En ese periodo obtuvo la diplomatura en Alimentación y Nutrición y pasó a encargarse de los programas de Alimentación y Nutrición de toda la provincia, dando conferencias y dirigiendo la distribución de leche del Plan Marshall. Durante los años 1966 a 1969 obtuvo la licenciatura en Periodismo en la Escuela Oficial de Periodismo de la Universidad Complutense de Madrid. En 1942 con tan solo dieciséis años, comenzó a colaborar con el periódico Nueva España, que posteriormente pasaría a llamarse Nueva Alcarria. Fue redactor-jefe y subdirector del mismo durante casi quince años, período durante el cual este periódico alcanzó su máxima tirada y en donde continúa colaborando en la actualidad.

### Auge
Fundó y dirigió en 1976, hasta su desaparición, la revista Badiel, en huecograbado y color, primera publicación de la democracia alcarreña. Durante casi cuatro años fue Jefe del Gabinete de Prensa de la Junta de Comunidades de Castilla-La Mancha, entonces gobernada con mayoría absoluta por UCD. Como funcionario de Educación y Ciencia fue responsable de las enseñanzas de Educación en Alimentación y Nutrición en la provincia tanto en el plano teórico como en su aplicación en los Comedores Escolares. Impartió cursos sobre esta materia a los Profesores de EGB de Guadalajara y dirigió en Sigüenza cursos veraniegos a profesores de toda España. Luis Monje Ciruelo ha ejercido su actividad profesional en todos los sectores y niveles de la información, aunque siempre ha preferido los más literarios. Y ha sido en el artículo de opinión, en ABC y Nueva Alcarria, donde ha alcanzado sus mayores éxitos y con el que mejor ha labrado su reconocido prestigio profesional. Ha trabajado además como corresponsal de las agencias: EFE, Alfil, Associated Press y ha colaborado como corresponsal en la Cadena SER, La Vanguardia, Diario de Barcelona, y otros medios.
Falleció a los noventa y ocho años de edad, en la madrugada del 4 de junio de 2022.

## Familia
Estuvo casado con Petri Arenas Blanco, presidenta alcarreña de la Asociación Española contra el Cáncer hasta su muerte en 2010, con la que tuvo cuatro hijos: María Jesús, Luis, María Nieves y Javier.

## Estilo
Poseía un estilo claro, directo, muy cervantino, con un amplio vocabulario rico en arcaísmos rurales. 
Según su hijo Luis, a la fecha de su muerte, había logrado dos Guinness World Records: el periodista más longevo del mundo (98 años y 48 días) y el periodista con más años de actividad provisional (81 años y 294 días), que no estaban validados.
Falleció a los 98 años, en la madrugada del 4 de junio de 2022, dejando un extenso patrimonio cultural de más de veintiún mil artículos y crónicas dedicados exclusivamente a Guadalajara y su provincia.

## Premios y reconocimientos
Ha sido merecedor ocho veces del premio de Periodismo de la Diputación Provincial. Del premio de Periodismo del Ayuntamiento de Guadalajara', dos veces de las tres que se convocó y varios premios más de Castilla-La Mancha, del Ministerio de Obras Públicas y de otras provincias. Una Asociación Cultural de Segovia le proclamó en 1971 el mejor cronista de Prensa de España, diploma que le fue entregado en un acto socio-literario en las alturas de Somosierra. La Casa de Castilla-La Mancha, de Madrid, le eligió en 2005 “Castellano-manchego del Año”. En 2012 la Casa de Guadalajara en Madrid, le eligió socio de honor.
El 1 de mayo de 2019, el Ayuntamiento de Guadalajara decide dedicarle en la capital el Parque de Luis Monje Ciruelo.
En 2022, la diputación de Guadalajara propuso concederle a título póstumo una de las distinciones de la Abeja de oro.
Tiene los récords mundiales de longevidad periodística activa y de años como periodista en activo y en un solo medio, comenzando en Nueva Alcarria el 16 de agosto de 1941 y publicando en ese mismo medio e ininterrumpidamente su último artículo el 25 de mayo de 2022.[cita requerida]

## Obras
- Del corazón a la pluma 1999, una recopilación de poemas de la primera etapa de su vida limitada al ámbito familiar. Fue su primer libro y se publicó cuando contaba 76 años.
- Guadalajara a mi través, publicado en 2001.[11]
- Guadalajara desde el ayer, publicado en 2002.[12]
- Memorias de un niño de la Guerra, publicado en 2005, contiene una colección de veintiséis relatos alcarreños sobre hechos ocurridos en la provincia durante el último medio siglo, con especial atención a los recuerdos de la Guerra Civil de 1936, que se agotó en un mes. Ante el éxito del libro, y al no encontrar la AECC un patrocinador, Monje financió una segunda edición, también agotada en poco tiempo, cuyos beneficios donó íntegramente a la Junta Provincial de la Asociación Española contra el Cáncer.[13]
- El tren de las 7:10, de cuentos y relatos para adultos.[14]
- Leyendas y relatos de Guadalajara, publicado en 2009.[15]
- Alcarreños de la Transición, Ed AACHE 2014 [16]
- Prosas entre dos milenios. Ed Aache 2017[17]
- Su último libro, publicado con 97 años, fue Clamores por los pueblos muertos Ed Aache 2021. [18]